# Chiến dịch Búa (1997)
Chiến dịch Búa (tiếng Thổ: Çekiç Harekâtı) là chiến dịch chống cộng của Lực lượng Vũ trang Thổ Nhĩ Kỳ vượt qua biên giới vào miền bắc Iraq từ ngày 12 tháng 5 đến ngày 7 tháng 7 năm 1997, nhằm chống lại Đảng Lao động Kurd. Đảng này bị một số quốc gia và tổ chức, kể cả Hoa Kỳ, Tổ chức Hiệp ước Bắc Đại Tây Dương và Liên minh châu Âu coi là một tổ chức khủng bố toàn cầu. Hơn 37.000 người đã bị giết trong xung đột Đảng Lao động Kurd - Thổ Nhĩ Kỳ kể từ năm 1984.

## Tổn thất
Hơn 30.000 quân tham gia vào chiến dịch lúc đầu.
Thổ Nhĩ Kỳ công bố các số liệu về thương vong; trong đó số bị chết là 114 người, gồm 14 sĩ quan, 4 hạ sĩ quan và 75 lính và số bị thương là 185 người, gồm 24 sĩ quan, 17 hạ sĩ quan và 338 lính. Thổ Nhĩ Kỳ cũng công bố tổng số quân vũ trang người Kurd bị vô hiệu hóa, tổng cộng là 3.145 người với 2.730 bị giết chết và 415 bị bắt sống hay bị thương.
Thổ Nhĩ Kỳ tiến hành một chiến dịch quy mô lớn khác vào tháng 9 được gọi là Chiến dịch Bình Minh.